# Dvorana Aleksandar Nikolić
Dvorana Aleksandar Nikolić (srp.: Хала Александар Николић/Hala Aleksandar Nikolić) je naziv za višenamjensku športsku dvoranu s pratećim sadržajima, predviđenu za održavanje športskih, kulturnih, poslovnih i zabavnih manifestacija. Izgrađena je po projektu arhitektata Ljiljane i Dragoljuba Bakića, a službeno otvorenje održano je 24. svibnja 1973. Radove je izveo "Energoprojekt" iz Beograda, a dvorana je izgrađena u roku od 11 mjeseci. Površina dvorane je 16,000 m2, a kapacitet oko 5.878 sjedećih mjesta. Od velikih košarkaških događaja u dvorani Pionir održano je Europsko prvenstvo u košarci 1975., finale Kupa Radivoja Koraća 1998., i finale Kupa Europe.

## Vanjske poveznice
- Hala Aleksandar Nikolić  Arhivirana inačica izvorne stranice od 6. listopada 2016. (Wayback Machine) (srp.)